# Пахомий Видински
Пахомий Видински е православен духовник, видински митрополит на Българската православна църква от 2025 година.

## Биография
Роден е на 25 април 1978 година в София със светското име Петър Лозанов Лозанов. В 2000 година завършва паралелния курс на Софийската духовна семинария.
На 27 юни 2002 година епископ Николай Знеполски, викарий на софийския митрополит, го подстригва за монах в Дивотинския манастир „Света Троица“ под старчеството на архимандрит Венедикт, проигумен на Зографската обител. На 12 октомври същата година епископ Николай го ръкополага за йеродякон, а през ноември – за йеромонах.
В 2004 година е официално назначен за игумен на Дивотинския манастир. Игумен Пахомий обновява духовния живот в манастира – събира ново монашеско братство, освещава два параклиса – „Света Анна“ и обновения „Свети Седемдесет апостоли“, извършва укрепителни и реставрационни дейности в католикона „Света Троица“ и ремонт на манастирските здания.
В 2010 година Пахомий завършва Богословския факултет на Софийския университет. На 9 март 2015 година епископ Григорий Браницки, викарий на софийския митрополит, го удостоява с офикията архимандрит. На 12 юни 2017 година Светият синод го назначава за ректор на Софийската духовна семинария „Свети Йоан Рилски“. Тази длъжност заема до 9 юли 2024 година.
На 20 септември 2021 година Светият синод на БПЦ го избра за браницки епископ. Наречението на архимандрит Пахомий за епископ браницки бе извършено в същия ден в Синодалната палата. На 19 октомври 2021 година в Рилския манастир е ръкоположен за браницки епископ. Ръкополагането е извършено от митрополит Йоан Варненски и Великопреславски, в съслужение с митрополитите Антоний Западно и Средноевропейски, Серафим Неврокопски, Григорий Врачански, Даниил Видински, Яков Доростолски и епископите Герасим Мелнишки, Евлогий Адрианополски и Йеротей Агатополски.
На 9 юли 2024 година е назначен за първи викарен епископ на софийския митрополит.
На 9 февруари 2025 година е избран за видински митрополит.